# 入船亭扇橋 (10代目)
十代目 入船亭 扇橋（いりふねていせんきょう）は、日本の落語家。落語協会所属。出囃子は「いっさいいっさいろん」、紋は「姫蔦」。名跡「入船亭扇橋」の当代。

## 経歴
1983年、東京都豊島区北大塚出身。実家は北大塚の升民酒店。日本大学芸術学部時代には、落語研究会に所属した。
2008年（平成20年）2月、入船亭扇辰に入門。9月に前座となる。前座名は「辰じん」。
2012年（平成24年）11月、二ツ目昇進。「小辰」と改名。
2022年（令和4年）9月下席より春風亭一蔵、八代目柳亭小燕枝と共に真打に昇進し、十代目入船亭扇橋を襲名。

## 受賞歴
- 2013年（平成25年）第二回噺家の手ぬぐい大賞 大賞。
- 2017年（平成29年）第九回前橋若手落語家選手権 優勝。
- 2018年（平成30年）平成30年度NHK新人落語大賞 本戦出場。
- 2019年（平成31年）平成30年度国立演芸場花形演芸大賞 銀賞受賞。
- 2020年（令和2年） 令和元年度国立演芸場花形演芸大賞 金賞受賞。
- 2020年（令和2年） 令和2年度NHK新人落語大賞 本戦出場。
- 2021年（令和3年）  第32回 北とぴあ若手落語家競演会 大賞受賞[8][9]。
- 2023年（令和5年） 令和4年度国立演芸場花形演芸大賞 金賞受賞[10]。
- 2023年（令和5年） 令和5年度国立演芸場花形演芸大賞 大賞受賞[11][12]。

## 出演作品

### テレビ
- 「ミッドナイト寄席ゴールデン」（BS12トゥエルビ 2017年4月16日）：「普段の袴」を口演。
- 「夕やけミッドナイト寄席」（BS12トゥエルビ 2018年5月26日）：「蝦蟇の油」を口演。
- 「平成30年度NHK新人落語大賞」（NHK総合 2018年11月4日）：「真田小僧」を口演。
- 「立川志らくの演芸図鑑」（NHK総合 2019年2月17日）：「たけのこ」を口演。
- 「入船亭小辰 ～鮮 あざやか」（寄席チャンネル 2020年3月1日 <初回放送>）：「金明竹」「御神酒徳利」を口演。
- 「林家正蔵の演芸図鑑」（NHK総合 2020年10月11日）：「真田小僧」を口演。
- 「BSフジサタデースペシャル Zabu-1グランプリ2021」（BSフジ、2021年1月30日）
- 「桂文枝の演芸図鑑」（NHK総合 2023年4月16日）：「高砂や」を口演。
- 「落語研究会」（TBSチャンネル 2023年10月7日 <初回放送>）：「いかけや」を口演。
- 「立川志らくの演芸図鑑」（NHK総合 2024年10月27日）：「もぐら泥」を口演。
- 「落語研究会」（TBSチャンネル 2025年6月7日 <初回放送>）：「不孝者」を口演。

### ラジオ
- 「SHIBA-HAMAラジオ」（文化放送、2018年10月～2019年3月、木曜日担当）
- 「NEXT名人寄席」（NHKラジオ第1放送、2019年8月31日）：「野ざらし」を口演。
- 「落語家が、何か面白いこと言ってるよ」（文化放送、2019年12月19日）
- 「My Sweet Home」（文化放送、2020年1月5日、2020年3月1日）
- 「ラジオ深夜便」（NHKラジオ第1放送、2021年6月27日）：「紋三郎稲荷」を口演。
- 「くにまる食堂フライデー ～どうした！？一蔵！～」（文化放送、2024年11月8日）

### 映画
- 「鶯谷ワンダーワールド」（NEXTEP自主制作映画、市之家一造 役、2020年11月1日 フジテレビオンデマンド にて配信開始）

### 演劇
- Doctor Shopping「タットビ」（娯楽百貨プロデュース、侘沢祐一 役、2023年11月8日 - 11月12日、新宿シアタートップス）[13][14]

- マーダーミステリーシアター『殺意の代償』（槙原俊彦 役、2025年3月13日 13:00回、品川プリンスホテル クラブeX）[15]

## メディア

### 出版
- 「月刊！スピリッツ」(小学館) にて連載「開口一番！」(町田翠 著) の監修を担当（2019年8月号より）。

## 弟子

### 前座
- 入船亭扇えん